# Cimarron (Kansas)
Cimarron is een plaats (city) in de Amerikaanse staat Kansas, en valt bestuurlijk gezien onder Gray County.

## Demografie
Bij de volkstelling in 2000 werd het aantal inwoners vastgesteld op 1934.
In 2006 is het aantal inwoners door het United States Census Bureau geschat op 2029, een stijging van 95 (4,9%).

## Geografie
Volgens het United States Census Bureau beslaat de plaats een oppervlakte van
2,4 km², geheel bestaande uit land. Cimarron ligt op ongeveer 803 m boven zeeniveau.

## Plaatsen in de nabije omgeving
De onderstaande figuur toont nabijgelegen plaatsen in een straal van 36 km rond Cimarron.